# Escocia en las Guerras de los Tres Reinos
Escocia en las Guerras de los Tres Reinos trata sobre la participación de Escocia en el conflicto conocido como Guerras de los Tres Reinos que ocurrió entre 1644 y 1650. Las guerras de los Tres Reinos fueron una serie de guerras civiles que se lucharon en Escocia, Inglaterra e Irlanda, y que también incluyen la Guerra de los obispos, la Revolución inglesa y las guerras confederadas de Irlanda. 
Solamente en Escocia durante 1644 a 1645 se luchó la guerra civil escocesa entre los escoceses Realistas (partidarios de Carlos I), bajo el comando de James Graham, primer marqués de Montrose, y los Covenanters quienes habían controlado Escocia desde 1639 y los cuales se aliaron con el Parlamento de Inglaterra. Los Realistas escoceses auxiliaron a las tropas irlandesas, teniendo una serie rápida de victorias entre 1644 a 1645, pero finalmente fueron derrotados por los Covenanters. 
Sin embargo, los Covenanters pronto se enemistaron con el Parlamento inglés y respaldaron la demanda realizada por Carlos II al trono de Inglaterra y Escocia. Esto motivó la tercera guerra civil inglesa, y Escocia fue invadida y ocupada por el nuevo ejército modelo parlamentario bajo el mando de Oliver Cromwell.

## Causas de la guerra
Escocia había ayudado a provocar esta serie de batallas civiles en 1638 cuando se alzó en revuelta contra las políticas religiosas de Carlos I. El movimiento de la National Covenant de Escocia fue formulado para resistir las innovaciones del rey, en particular el Libro de Oración. De hecho, en el Covenant (documento oficial) también se demostró una amplia insatisfacción escocesa con las políticas de Carlos I, especialmente la línea de bando de Escocia desde que los reyes Estuardos también se convirtiesen en monarcas de Inglaterra en 1603. Los Covenanters reclutaron un gran ejército conformado por los dependientes de su clase terrateniente y resistieron exitosamente el intento de Carlos I de imponer su voluntad en Escocia durante la guerra de los obispos.
El levantamiento escocés provocó la guerra civil en los otros dos reinos bajo el dominio de Carlos I, primero en Irlanda y luego en Inglaterra. El rey y su ministro Wentworth no pudieron persuadir al Parlamento de Inglaterra, el cual también estaba insatisfecho con las políticas civiles y religiosas de Carlos I, de que pagase a un ejército para sofocar la rebelión escocesa. Como resultado, el rey y su ayudante habían propuesto reclutar un ejército de católicos irlandeses, a cambio de que se aboliesen las leyes discriminatorias contra ellos. Este prospecto alarmó a los enemigos de Carlos I en Inglaterra y Escocia, y los Covenanters amenazaron con invadir Irlanda. En respuesta a estos hechos, un grupo de conspiradores irlandeses comenzaron la Rebelión irlandesa de 1641, la cual rápidamente se degeneró en una serie de masacres de ingleses y colonos protestantes escoceses en Irlanda.
Estos eventos provocaron la guerra civil en Inglaterra, debido a que el Parlamento largo no confiaba que un ejército bajo el comando de Carlos I lograse sofocar la rebelión irlandesa, y temían que este pudiese ser usado en contra de ellos. Sin embargo, la Revolución inglesa estalló en 1642.
En 1642, los escoceses Covenanters enviaron un ejército a la provincia de Ulster en Irlanda con el propósito de que protegiese a los colonos escoceses establecidos ahí. En 1644, después de que se firmase el tratado denominado Liga y Pacto Solemne (en inglés, The Solemn League and Covenant) con el parlamento de Inglaterra, la mayor parte de las fuerzas armadas Covenanters fueron enviadas al sur para que luchasen en el bando parlamentario durante la revolución inglesa.

## Realistasescoceses

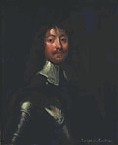
James Graham, primer marqués de Montrose, y líder de los Realistas escoceses.

Sin embargo, en algunas partes de Escocia se continuó apoyando al rey, especialmente en los highlands (Tierras altas escocesas) y en el noreste del país. Hubo muchos factores por los cuales la gente se inclinaba a favor del realismo, y entre los cuales se encontraban la religión, la cultura, las políticas de clan y la lealtad política.
Los Covenanters estaban comprometidos a establecer el presbiterianismo como la religión nacional de Escocia, a pesar de que mucha gente en el norte y en los highlands eran episcopalistas y católicos.
Además, los Highlands eran una región de Escocia culturalmente, políticamente y económicamente distinta. Su idioma y costumbres eran gaélicos, y en esta época estaba fuera de control de los gobiernos de Inglaterra y Escocia, debido a que esta zona estaba dominada por los clanes nativos. Algunos clanes de esta región preferían la autoridad distante de Carlos I en comparación al poderoso y bien organizado gobierno de los Covenanters en los Lowlands (Tierras bajas escocesas).
Sin embargo, el clan más grande en los Highlands era el de los Campbell, liderado por Archibald Campbell, I marqués de Argyll, y el cual se afilió al bando de los covenanters. Esto significó que los rivales principales de los Campbell en el mundo violento de la política de clanes, que eran los MacDonald, automáticamente se asociaron con la oposición. Cabe mencionar que algunos de estos factores coinciden parcialmente por el hecho de que los MacDonalds eran católicos y enemigos declarados de los Campbell, y que además tenían una profunda identidad gaélica (irlandesa al igual que de las tierras altas escocesas).
Finalmente, personajes como James Graham, primer marqués de Montrose que era perteneciente a las tierras bajas y presbiterano advirtió que la lealtad al rey era más importante que cualquier otro principio religioso o político.

## La intervención irlandesa
En 1644, Montorose intentó y fracasó liderar un alzamiento Realista, después de que se le hubiese otorgado un ejército listo para el combate. La confederación de irlandeses católicos estaban alineados con los Realistas, y accedieron ese año enviar una expedición a Escocia. Desde su punto de vista, esta igualaría el número de tropas de los Covenanters escoceses, que de otros modos serían utilizados en Irlanda o Inglaterra. Los irlandeses enviaron 1.500 hombres a Escocia bajo el mando de Alasdair MacColla perteneciente al clan MacDonald de las Hébridas Exteriores escocesas. En las tropas estaban Manis O'Cahan (primo irlandés de MacColla) y su regimiento de 500 hombres. Poco después de que llegasen, los irlandeses se unieron a Montrose en Blair Atholl y procedieron a reclutar más soldados de los MacDonald y de otros clanes enemigos de los Campbell.
El nuevo ejército Realista dirigido por Montrose y MacColla era en cierto sentido extraordinario. Sus tropas provenientes de Irlanda y de las sierras escocesas tenían facilidad de trasladarse eficazmente a otros lugares, marchando de forma rápida en distancias extensas (especialmente en territorios escabrosos) y eran capaces de soportar condiciones severas y raciones escasas. No luchaban bajo las formaciones convencionales de la infantería de pica o mosquete de esa época, pero al contrario lanzaban cargas rápidas, disparando sus mosquetes en un rango corto, antes de que se acercasen a luchar con las espadas y las picas. Esta táctica ayudó a derrotar a sus enemigos, especialmente a las milicias Covenanters que habían sido pobremente entrenadas. Frecuentemente estos reclutas que habían sido alistados localmente huían cuando se enfrentaban con la Carga Highland, y eran asesinados conforme se escapaban.
Por otro lado, a los clanes del oeste de Escocia no se les pudo convencer de que combatiesen alejados de sus hogares por un largo período, y percibieron a los Campbell como sus enemigos principales en vez de los Covenanters. Los Realistas carecían de caballería siendo más vulnerables en el campo de batalla. Finalmente, a pesar de que vencieron en varias batallas sucesivas, los Realistas escoceses no pudieron mantener el territorio en sus manos luego de haberlo tomado, retirándose cada vez más, y refugiándose en las sierras.

## Tippermuir, Aberdeen e Inverlochy

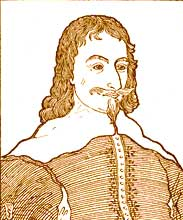
Retrato de Archibald Campbell, Covenanter y jefe del clan Campbell.

En el otoño de 1644, los Realistas marcharon a través de los Highlands hacia Perth, donde derrotaron a tropas Covenanters en la Batalla de Tippermuir. Poco después, otra milicia Covenanter tuvo el mismo destino en las afueras de Aberdeen. Imprudentemente, Montrose permitió a sus hombres el saqueo de Perth y Aberdeen, después de haberlas tomado, causando la hostilidad hacia sus tropas en una zona donde la simpatía hacia los Realistas había sido fuerte. 
Después de estas victorias, MacColla insistió en continuar la guerra de los Macdonald contra los Campbell en Argyll, al oeste de Escocia. En diciembre de 1644, los Realistas arrasaron el país de los Campbell, asesinando 900 hombres civiles de edad militar y quemando sus casas.
En respuesta al ataque contra los miembros de su clan, Campbell, reunió a sus hombres con el objetivo de que repeliesen a los invasores. En febrero de 1645, los Campbell se encontraron con los Realistas y las tropas de los Highlands en la batalla de Inverlochy (1645), cerca de la montaña Ben Nevis en el distrito de Lochaber. Los Campbell fueron derrotados, sufriendo cuantiosas bajas militares.
Las tropas de Montrose, en particular los hombres del Clan Donald y los Confederados Irlandeses, ganaron una mala reputación entre la población escocesa. Habían cometido una serie de atrocidades contra los civiles, especialmente durante su campaña en el territorio Campbell en Argyll. De acuerdo a los estándares modernos, los Realistas escoceses fueron ciertamente culpables de crímenes de guerra, a pesar de que se podría decir que las tropas Covenanters se comportaron de la misma manera en los Highlands (al noreste de Escocia), y en Úlster con los civiles que se encontraban en territorio controlado por los Realistas o Confederados.

## Triunfo y desastre para losRealistas
La victoria en Inverlochy confirió el control a los Realistas sobre las sierras occidentales escocesas, atrayendo a otros clanes y nobles a su causa. Entre los más importantes clanes que se unieron al bando Realista, estaban los Gordon, los cuales les proporcionaron una caballería.  Otro ejército Covenanter se formó apresuradamente bajo el comando de John Urry y fue enviado contra los Realistas; sin embargo, fue derrotado en Auldearn, cerca a Nairn. Asimismo otra armada Covenanter fue arrasada por los hombres de Montrose en Alford, y otra el Kilsyth, cuando esta intentó bloquear el avance de los victoriosos Realistas hacia los Lowlands. Esta serie de batallas demostraron los peligros de enviar tropas entrenadas medianamente, incluso sin preparación a las batallas, lo cual permitió a Montrose obtener el control temporal de la mayoría de Escocia. A finales de 1645, algunas ciudades importantes como Dundee y Glasgow cayeron bajo su dominio.
Sin embargo, mientras Montrose deseaba avanzar con los objetivos Realistas reclutando tropas en el sureste de Escocia y a lo largo de su marcha a Inglaterra, MacColla demostró que sus prioridades se enfocaban en la guerra de los MacDonald contra los Campbell, y ocupó Argyll. Los Gordon regresaron a sus hogares, para defender sus tierras al noreste. Después de que se dividiesen los ejércitos de Montrose, este fue dirigido por los Covenanters hacia la batalla de Philiphaugh. MacColla se retiró a Kintyre, donde permaneció hasta el próximo año. De esta manera, las victorias Realistas en Escocia se evaporaron casi de la noche a la mañana, debido a la naturaleza desunida de sus fuerzas.

## El fin de la guerra civil en Escocia
La primera Revolución inglesa había concluido en mayo de 1646, cuando Carlos I se rindió al ejército Covenanter escocés en Inglaterra. Después de que los escoceses fracasasen en convencer al rey de que aceptase el documento oficial Covenant, entregaron a Carlos I a los comisionados del parlamento, a principios de 1647. Al mismo tiempo recibieron una parte de pago por los servicios ofrecidos por su ejército en Inglaterra, el cual posteriormente regresó al norte. En 1646, Montrose viajó a Noruega, mientras que MacColla regresó a Irlanda con sus restantes tropas (que eran irlandesas y de los highlands), con el propósito de reincorporarse a los Confederados. Aquellos que combatieron para Montrose, particularmente los irlandeses, fueron masacrados por los Covenanters cuando fueron capturados, en represalia por las atrocidades cometidas por los Realistas en Argyll.

## Escocia en la segunda y tercera guerra civil inglesa

### Segunda guerra civil

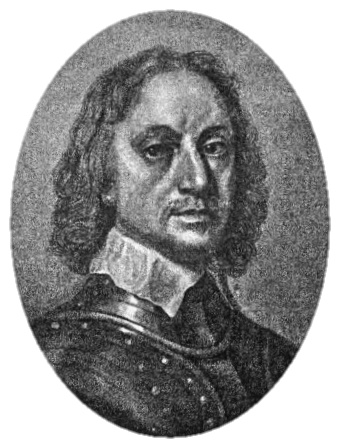
Retrato de Oliver Cromwell. Una vez que la alianza con el Parlamento inglés se disolvió, Cromwell invadió Escocia y conquistó el país.

Irónicamente, antes de que hubiesen vencido los Covenanters a los Realistas, estos ya se encontraban negociando con Carlos I contra el parlamento de Inglaterra. Los Covenanters no lograron que sus antiguos aliados estuviesen de acuerdo con un convenio religioso y político a las guerras, fracasando en que se estableciese el presbiterianismo como la religión oficial en los tres reinos y temiendo que las fuerzas parlamentarias amenazasen la independencia escocesa. Muchos Covenanters temían que bajo el dominio del parlamento, "su pobre país se convirtiese en una provincia de Inglaterra". Una facción de los Convenaters conocida como los Engagers, que estaba bajo el mando del Duque de Hamilton, envió un ejército a Inglaterra para intentar restablecer en el trono a Carlos I durante 1648. Sin embargo, fue desviado por el Nuevo ejército modelo de Oliver Cromwell a la batalla de Preston. La intervención por parte del rey causó una breve guerra civil dentro del movimiento Covenanter. Los presbiterianos más conservadores bajo el mando del conde de Argyll se rebelaron contra el ejército escocés liderado por David Leslie. Las dos facciones lucharon en la Batalla de Stirling en septiembre de 1648, antes de que se negociase la paz apresuradamente.
Carlos fue ejecutado por el Parlamento Rabadilla en 1649, y posteriormente se ejecutó a Hamilton, el cual había sido capturado en la batalla de Preston. Los Covenanters extremos, que aún estaban bajo el liderazgo de Argyll, se convirtieron en la fuerza más poderosa del reino.

### Derrota de Montrose y fallecimiento

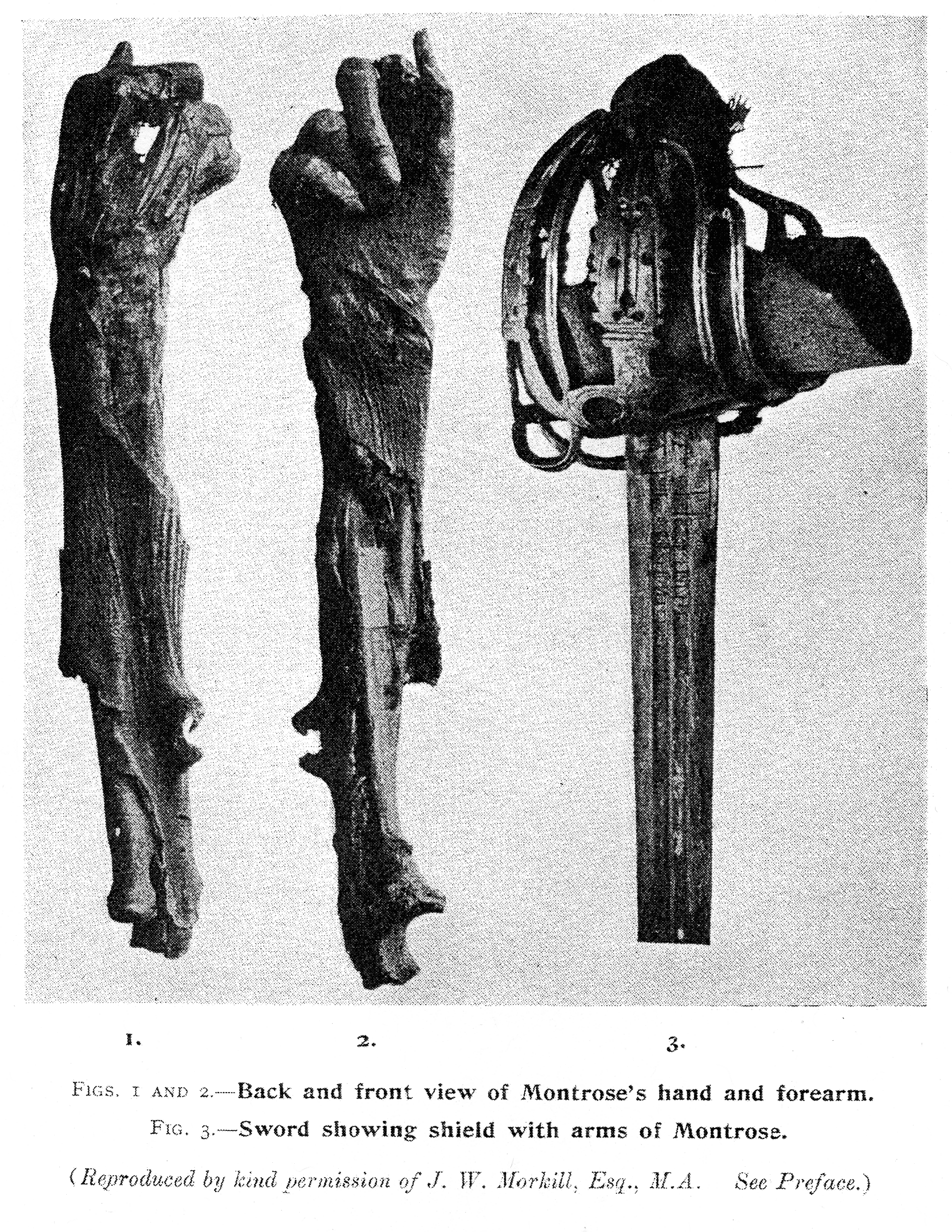
Reliquias del colgamiento de Montrose: su brazo derecho (visto de frente y por atrás) y su espada.

En junio de 1649, Montrose fue restituido por el exiliado Carlos II de Inglaterra en un cargo simbólico de Lord Teniente de Escocia. Carlos II también inició negociaciones con los Covenanters, que ahora estaban dominados por los partidos presbiterianos radicales, los cuales eran el Kirk o el Whig. Debido a que Montrose tenía poco apoyo en las sierras bajas, Carlos estaba dispuesto a desautorizar a su partidario más constante para poder convertirse en rey siguiendo las condiciones impuestas por los Covenanters. En marzo de 1650, Montrose arribó a Orkney para asumir el comando de un pequeño ejército compuesto en su mayoría de mercenarios de Europa continental, que él había convocado anteriormente.  Cruzando el país, intentó en vano reclutar a los clanes, y el 27 de abril fue sorprendido y desviado hacia la Batalla de Carbisdale en Ross-shire. Su ejército fue derrotado en la batalla, pero el logró escapar. Después de vagar sin rumbo por algún tiempo fue rodeado hasta su rendición por Neil MacLeod de Assynr en el castillo de Ardvreck, a quien había acudido ignorantemente para ser protegido, sin que conociese su enemistad política con los MacLeod. Fue llevado como prisionero a Edimburgo y el 20 de mayo fue sentenciado a muerte por el parlamento. Fue colgado el 21 de mayo, y se le colocó la biografía de Wishart alrededor de su cuello durante su ejecución. Hasta el final afirmó que era un verdadero Covenanter y un súbdito leal.

### Tercera guerra civil
A pesar del conflicto con los escoceses Realistas, los Covenanters se comprometieron a la causa de Carlos II, firmando el tratado de Breda (1650), con la esperanza de que se asegurase un parlamento escocés presbiteriano libre de la interferencia del parlamento de Inglaterra. Carlos II arribó a Escocia, específicamente al pueblo de Garmouth en el consejo de Moray el 23 de junio de 1650, y firmó los tratados Covenant (1638) y el Liga y Covenant solemne, inmediatamente después de desembarcar.
La amenaza impuesta por el rey Carlos II y sus nuevos aliados Covenanters fue considerada la más grande enfrentada por la nueva república inglesa, así que Oliver Cromwell dejó a algunos de sus tenientes en Irlanda para que prosiguiesen con la represión hacia los irlandeses Realistas y regresó a Inglaterra en mayo. El 22 de julio de 1650, arribó a Escocia, avanzando desde la costa este hacia Edimburgo. A finales de agosto, su ejército fue reducido debido a las enfermedades y la falta de suministros, así que se vio obligado a ordenar el repliegue de sus tropas hacia su base en el puerto de Dunbar. Un ejército Covenanter bajo el comando de David Leslie había seguido de cerca su progreso. Al ver que algunas de las tropas de Cromwell estaban sufriendo enfermedades y eran llevadas a bordo en los barcos que aguardaban en la costa, Leslie se alistó para atacar cuando creyó que había un debilitado ejército remanente (a pesar de que algunos historiadores han reportado que fue ordenado a que combatiese en contra de su sentido común por la asamblea general Covenanter). Cromwell aprovechó la oportunidad, y el nuevo ejército modelo infligió una devastadora derrota a los escoceses en la posterior batalla de Dunbar el 3 de septiembre. El ejército de Leslie, el cual tenía lazos fuertes con el partido radical Kirk, fue destruido, y sobre 14.000 hombres perdieron la vida, fueron heridos y tomados como prisioneros. Seguidamente, el ejército de Cromwell fue hacia Edimburgo y hacia el final del año sus tropas habían ocupado la mayoría del sur de Escocia.